# Barrio Nuevo, Tezonapa
Barrio Nuevo är en ort i Mexiko.   Den ligger i kommunen Tezonapa och delstaten Veracruz, i den sydöstra delen av landet, 270 km öster om huvudstaden Mexico City. Barrio Nuevo ligger 422 meter över havet och antalet invånare är 133.
Terrängen runt Barrio Nuevo är huvudsakligen kuperad, men västerut är den bergig. Runt Barrio Nuevo är det ganska tätbefolkat, med 100 invånare per kvadratkilometer. Närmaste större samhälle är Cosolapa, 4,3 km öster om Barrio Nuevo. Trakten runt Barrio Nuevo består till största delen av jordbruksmark.